# Comuna Hanila
Hanila este o comună (vald) din Comitatul Lääne, Estonia. Comuna cuprinde un târgușor (alevik) și 28 de sate.
Reședința comunei este satul Kõmsi.

## Localități componente

### Târgușoare
- Virtsu

### Sate
- Esivere
- Hanila
- Karuse
- Kaseküla
- Kause
- Kinksi
- Kiska
- Kokuta
- Kuke
- Kõera
- Kõmsi
- Linnuse
- Lõo
- Massu
- Mõisaküla
- Mäense
- Nehatu
- Nurmsi
- Pajumaa
- Pivarootsi
- Rame
- Rannaküla
- Ridase
- Salevere
- Ullaste
- Vatla
- Voose
- Äila